# 과테말라 매독 실험

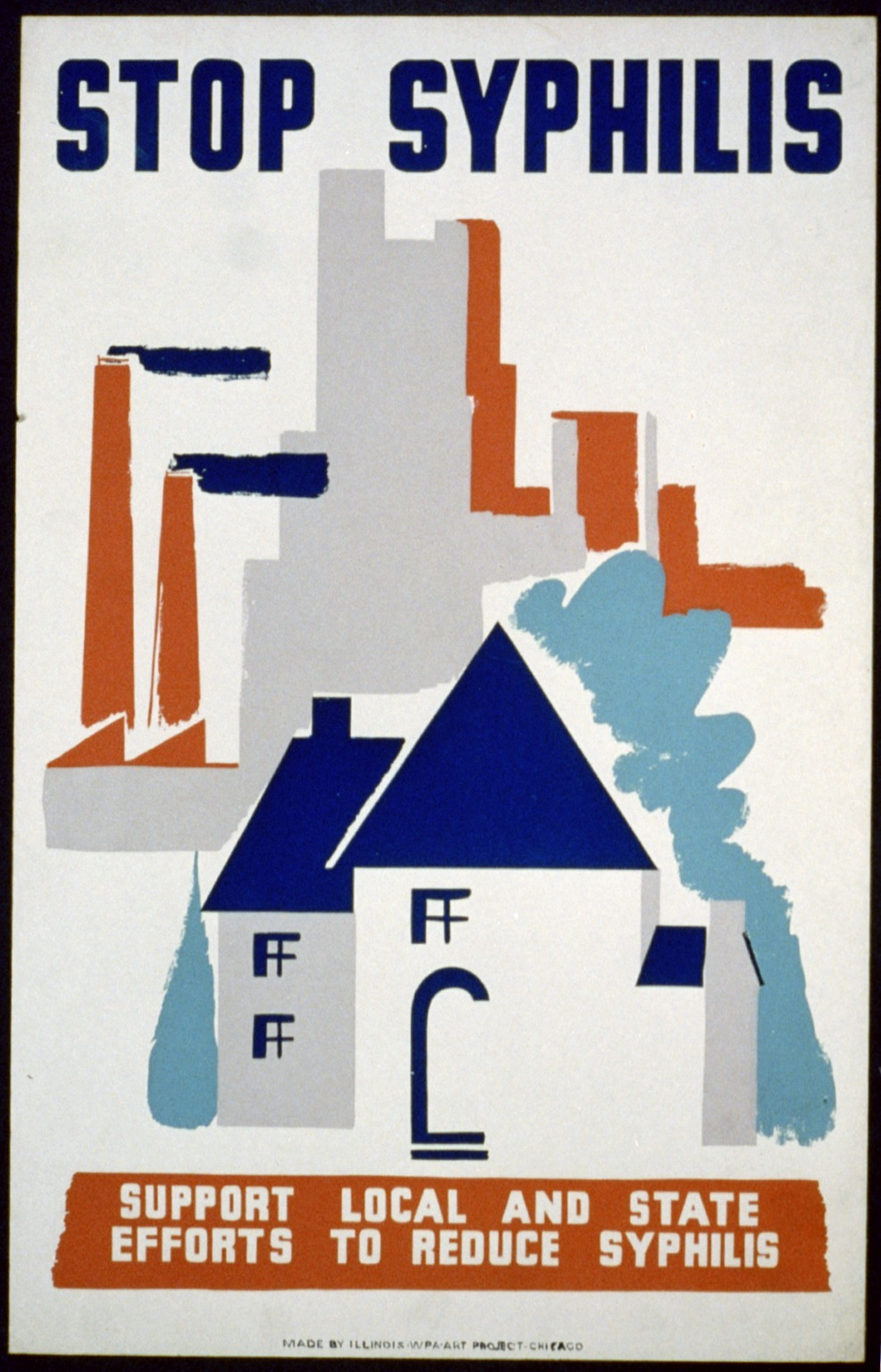
공공사업진흥국의 매독예방 포스터. 1940년경 발행.

과테말라 매독 실험(Guatemala syphilis experiment)은 미국이 주도하여 1946년에서 1948년까지 과테말라에서 수행한 인체실험이다. 의사들은 과테말라 군인, 매춘부, 죄수, 정신병자들에게 매독을 비롯한 성병을 감염시키면서 피험자들에게 그 사실을 은폐했다. 실험 결과 최소 83명의 사람들이 사망했다. 2010년 10월, 미국 대통령 버락 오바마가 과테말라 측에 공식적인 사과를 표명했다.

## 같이 보기
- 의료윤리학
- 일본이 저지른 전쟁 범죄
- 731부대
- 뉘른베르크 강령